# Alluvione di Ischia del 2022
L'alluvione di Ischia è stato un evento calamitoso abbattutosi sull'isola campana di Ischia la mattina del 26 novembre 2022, colpendo in particolare modo il comune di Casamicciola Terme, provocando 12 feriti, 12 vittime, 462 persone sfollate e 40 abitazioni colpite.

## Contesto
È stato il secondo disastro naturale in Italia manifestatosi nell'autunno 2022, dopo che 12 persone hanno perso la vita nell'alluvione delle Marche del 2022 nel mese di settembre.
L'area ha già registrato numerosi eventi naturali violenti in passato (per esempio un terremoto nel 2017 e 72 frane registrate tra il 2018 e il 2021), causando sull'Isola oltre 30 morti dal 1910.
Numerose fonti sostengono la presenza di un problema di abusivismo edilizio il quale è stato più volte accusato di esacerbare i danni degli eventi calamitosi che hanno colpito l'isola.
Gli amministratori locali hanno più volte negato questa tesi, sottolineando invece il problema della mancata cura del territorio da parte delle autorità competenti.
Secondo le stime diffuse da Legambiente nel rapporto Ecomafie 2017, sull'isola erano presenti 600 case colpite da ordine definitivo di abbattimento e in occasione delle tre leggi nazionali gli abitanti dell'isola avrebbero presentato oltre 27 000 pratiche di condono.

## Frana

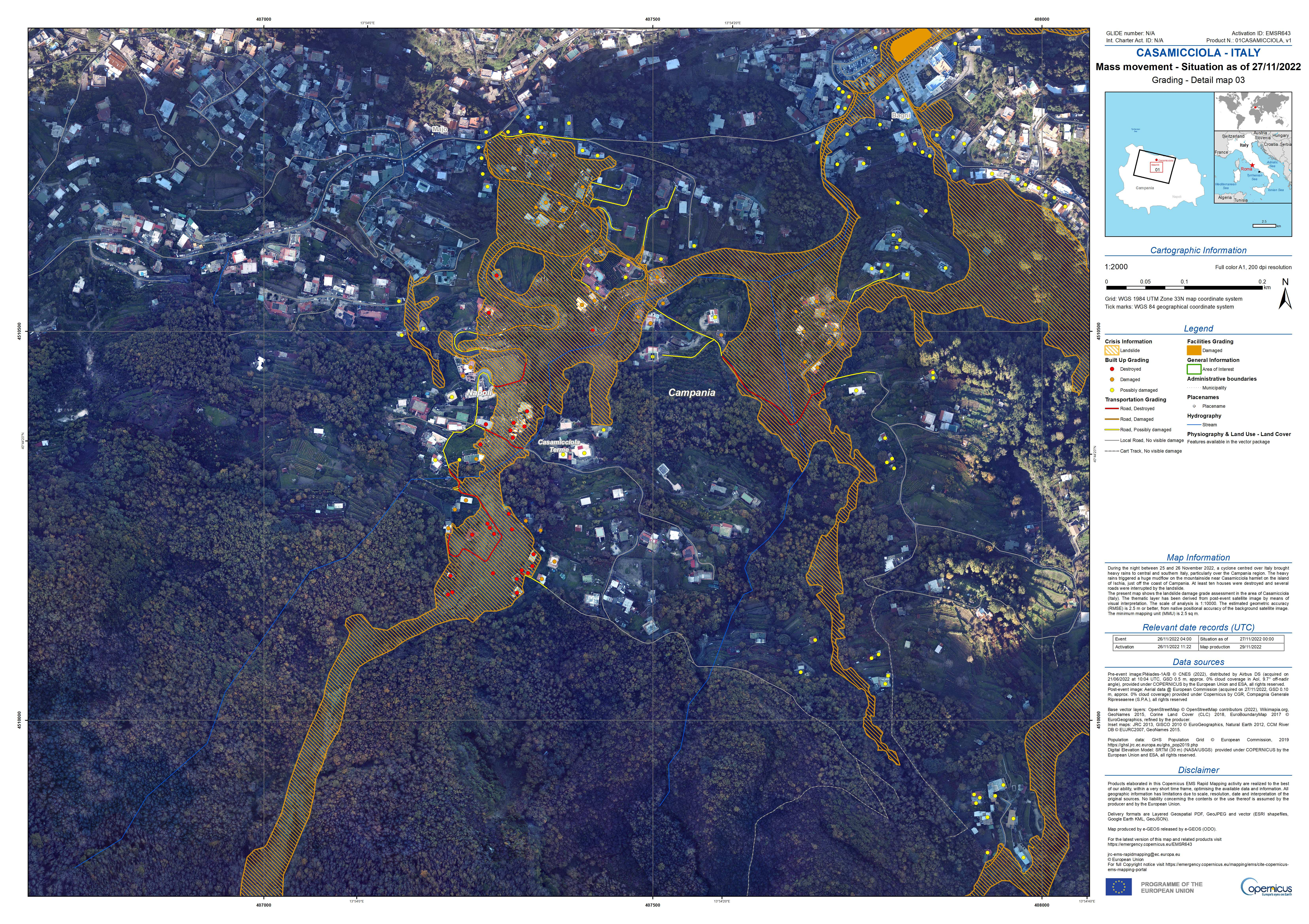
Vista aerea dei danni causati dall'alluvione e conseguente frana

Il 26 novembre 2022, alle ore 05:00 circa, a seguito della pioggia  in località Celario/Santa Barbara del Comune di Casamicciola Terme.
L'imponente quantità di fango e detriti distaccatosi dalla montagna, ha investito le abitazioni site in Via Celario, proseguendo la propria corsa lungo Piazza Maio, Piazza Bagni e Via Pio Monte della Misericordia sino ad arrivare in mare nei pressi del c.d. monumento dell'àncora, ove sono giunti nell'immediatezza i primi soccorsi.
Lungo il suo percorso la frana ha causato ingenti danni a edifici, strade, automobili e territorio.
I primi soccorsi giunti nell'immediato a seguito delle diverse chiamate di aiuto pervenute al Numero Unico di Emergenza 112, si concentravano sin da subito nei pressi del monumento dell'àncora sito sul lungomare di Casamicciola Terme, nelle immediate adiacenze del porto. I primi a giungere sono stati i Carabinieri e i Vigili del Fuoco in servizio sull'Isola d'Ischia, che hanno cercato di mettere in sicurezza le persone presenti in strada, allertando altresì la Capitaneria di Porto dal momento che diverse autovetture e pullman erano finiti in mare.
Nelle ore successive, oltre quaranta Carabinieri e settanta Vigili del Fuoco, provenienti dalla Provincia di Napoli si sono recati sull'isola alla ricerca dei dispersi e al soccorso dei civili, lavorando nelle prime ore a mano o con le pale poiché gli escavatori non erano immediatamente disponibili.
Più di 230 persone sono state evacuate dalla zona dove si è verificata la frana.
In tutta la zona era stata interrotta l'energia elettrica e circa 30 famiglie sono rimaste bloccate nelle loro case a Lacco Ameno.

## Vittime
Dodici persone hanno perso la vita durante la frana, compresi quattro bambini.
Una vittima è stata trovata morta subito dopo, altre sei sono state ritrovate senza vita il giorno successivo, altre due giorni dopo e altre due il quarto giorno.
L'ultima vittima è stata trovata solo il 6 dicembre.
Le vittime sono state identificate come due fratelli e una sorella (di 11, 16 e 6 anni) e i loro genitori; una coppia di 32 e 30 anni e il loro bambino di 22 giorni; una donna di 31 anni e una donna bulgara di 58 anni.

## Risposta
Il 27 novembre il gabinetto della premier Giorgia Meloni ha dichiarato lo stato di emergenza per l'area e stanziato 2 milioni di euro per le operazioni di recupero e soccorso. Il giorno successivo, Fabrizio Curcio, capo del Dipartimento della Protezione Civile italiana, ha avvertito che almeno il 94% dei comuni italiani è a rischio inondazioni, frane ed erosione costiera.
Il 2 dicembre, quando mancava ancòra all'appello un disperso della frana, un'allerta meteo che prefigurava un'ulteriore ondata di maltempo sulla zona della frana ha costretto l'evacuazione di più di 1100 ulteriori persone.
Nelle settimane successive mentre alcuni cittadini sono potuti tornare nelle proprie abitazioni altre frane di entità minore hanno costretto altri abitanti ad allontanarsi. A Natale 2022, a distanza di un mese dalla frana, erano ancòra 400 le persone sfollate.
Alcune persone della zona hanno affermato che dopo la frana del 2009 era stato loro promesso di rendere l'area più sicura e che i funzionari erano a conoscenza dei rischi ma non hanno fatto nulla per rendere l'area più sicura.